# Пірати Егейського моря
«Пірати Егейського моря» («Ο Θεός αγαπάει το χαβιάρι») — грецький пригодницький художній фільм 2012 року, знятий режисером Яннісом Смарагдісом.

## Сюжет
Захоплюючий пригодницький екшн «Пірати Егейського моря» розповідає про реальні події, в центрі яких знаходиться Іоанніс Варвакіс — один із найбільших іноземців у російській історії. Після звернення до «великої нації світловолосих» за допомогою у визволенні свого народу від турецького ярма життя грецького рибалки змінюється неймовірно: полюбившись графу Орлову та Катерині II, він знаходить другу батьківщину, з головою занурюється в культуру Росії, стає одним з найбагатших людей Європи та головних благодійників імперії, навчившись добувати та експортувати ікру. Фільм про життя, де було місце злетам і падінням, подолання культурних та державних складнощів, боротьбі за те, щоб зрозуміти та «підняти» російську культуру та покращити життя простих людей, але найголовніше — дарувати свободу своїй першій батьківщині.

## У ролях
- Себастьян Кох — Іоанніс Варвакіс
- Євген Стичкін — Іван, слуга Варвакіса
- Ольга Сутулова — Олена, друга дружина Варвакіса
- Катрін Денев — Катерина II
- Джон Кліз — Маккормік
- Хуан Дієго Ботто — Лефентаріос
- Лакіс Лазопулос — Рибалка (Бог)
- Марісса Тріандафілліду — Марія, дочка Варвакіса
- Крістофер Папакаліатіс — Потьомкін
- Александра Сакелларопулу — Мати
- Фотіні Баксевані — Людмила
- Кріс Раданов — Орлов
- Іріні Балта — дружина Варвакіса
- Нік Ешдон — британський посол
- Акіс Сакелларіу — Кімон
- Александрос Мілонас — прем'єр-міністр Греції
- Димитріс Маврос — Нікос, пірат, друг Варвакіса
- Йоргос Котанідіс — Колокотроніс, ватажок повстанців
- Лаброс Ктенавос — Андрій, син Варвакіса та Олени

## Знімальна група
- Режисер — Янніс Смарагдіс
- Сценаристи — Янніс Смарагдіс, Панайотіс Пасхідіс, Джекі Павленко, Володимир Валуцький
- Оператор — Арис Ставру
- Композитор — Мінос Мацас
- Художник — Нікос Петропулос